# Сойни, Юрьё
Юрьё Вилхо Сойни (фин. Yrjö Soini; 17 июля 1896, Хаттула, Канта-Хяме, Великое княжество Финляндское, Российская империя — 6 февраля 1975, Хельсинки, Финляндия) — финский журналист, писатель
, сценарист, драматург, редактор. Политик. Литературный псевдоним — Агапетус.

## Биография
Отцом его был писатель Вилхо Сойни, сестра Эльза Сойни также стала писательницей и сценаристом.
Обучался с 1914 года, совершил несколько учебных поездок в разные части Европы. С 1919 по 1923 год работал журналистом, был ответственным секретарём редакции Uuden Suomen, заместителем консула Финляндии в Праге (1923—1926) и одновременно главным редактором Aitan.
Работал преподавателем Института Социальных Наук (1927—1943, ныне Университет Тампере), в 1931—1933 годах — сотрудником литературного филиала Otava . Занимал разные руководящие должности в области культуры и бизнеса. Был управляющим директором Финской туристической ассоциации (позже Финской туристической ассоциации) с 1939 по 1953 год и председателем Союза финских писателей в 1933—1942 и 1945—1958 годах.
Правый политик, входил в ЦК Коалиционной партии. В конце 1960-х резко критиковал левый студенческий радикализм.

## Творчество
Дебютировал в конце 1920-х годов.
Автор юмористических пьес и романов. По его сценариям снят 21 фильм.

## Избранные произведения
Проза
- 1922: Setä ja serkunpoika
- 1923: Viimeinen lautta
- 1925: Muuan sulhasmies
- 1928: Aatamin puvussa ja vähän Eevankin (роман, экранизирован в 1931, 1940, 1959 и 1971)
- 1929: Rovastin häämatkat (роман, экранизирован в 1931)
- 1931: Ei mitään selityksiä
- 1933: Totinen torvensoittaja (роман, экранизирован в 1941)
- 1934: Jaarlin sisar (исторический роман)
- 1934: Kukkatarhassa
- 1935: Asessorin naishuolet (роман, экранизирован в 1937 и 1958)
- 1936: Hilman päivät (роман, экранизирован в 1954)
- 1937: Pitäjänvaras
- 1946: Tulkaa meille
- 1955: Elämän valhe
- 1957: Musta kissa
- 1962: Kaikkien pappien täti
- 1967: Vanha frakki

Пьесы
- 1927: Olenko minä tullut haaremiin (экранизирована в 1932 и 1938)
- 1930: Syntipukki (экранизирован в 1935 и 1957)
- 1931: Kirjakaupassa
- 1932: Onnellinen Sakari (экранизирован в 1939)
- 1934: Kaikenlaisia vieraita (экранизирован в 1936)
- 1951: Viisi vekkulia (экранизирован в 1956)

Другие работы
- 1931: Akkojen kauhuna eli tuumailuja tuulilasin takaa
- 1950: Helsingin poika, 1950 (Биография Ю. А. Эренстрёма)
- 1956: Kuin Pietari hiilivalkealla — Sotasyyllisyysasian vaiheet 1944−1949
- 1960: Kuulovartiossa
- 1963: Vieraanvaraisuus ammattina — kulttuurihistoriallinen katsaus Suomen majoitus- ja ravitsemuselinkeinon kehitykseen I−II
- 1965: Kalkki-Petteri, 1965 (Биография Петтера Форсстрёма)
- 1968: Toinen näytös — entä kolmas? — Sotasyyllisyysasian myöhemmät vaiheet
- 1974: Haikon kartano vuosisatojen saatossa 1362−1966